# Edad de oro del alpinismo

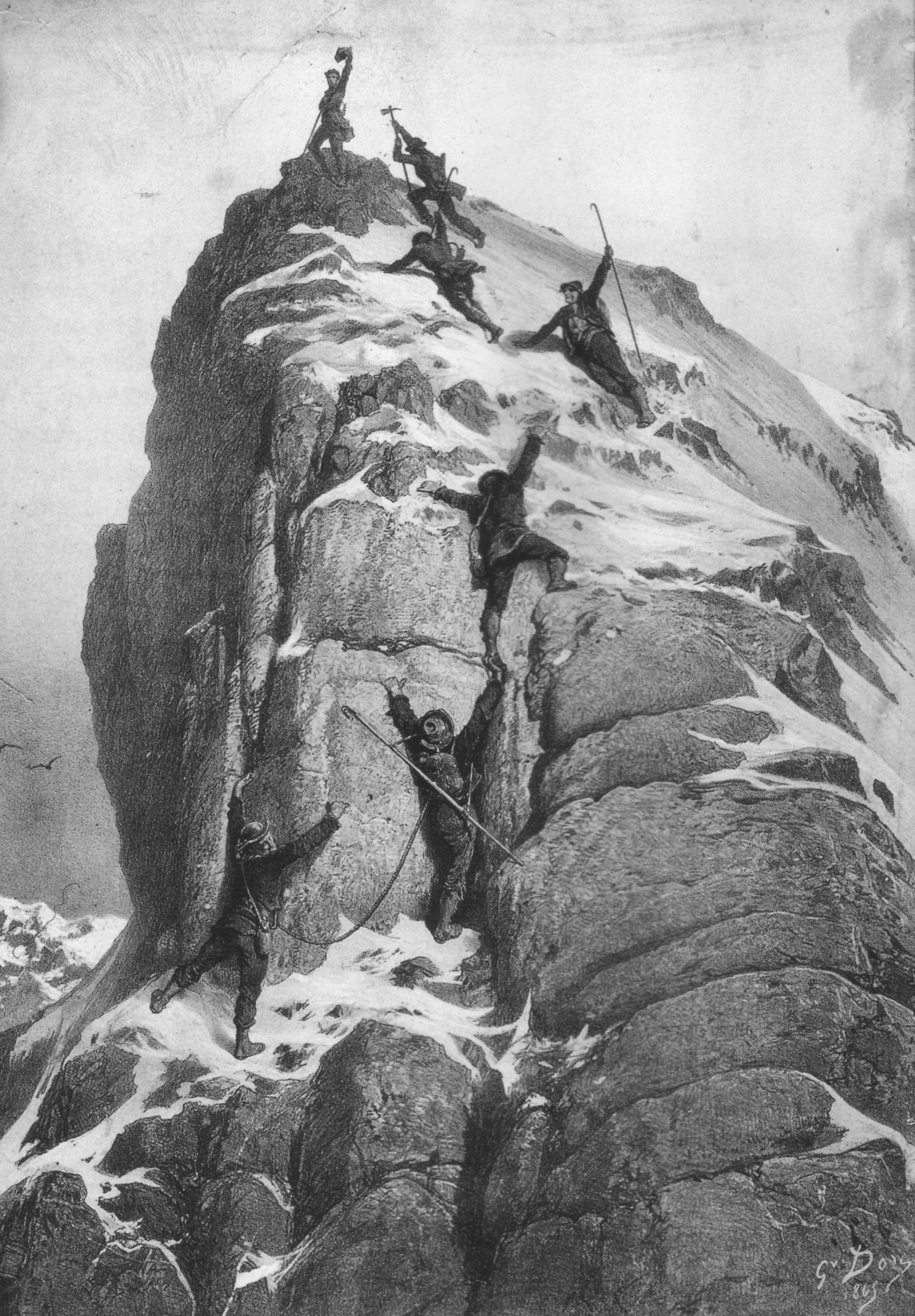
Ilustración de una expedición en el monte Cervino exitosa.

La edad de oro del alpinismo fue un período entre el ascenso de Alfred Wills al Wetterhorn en 1854 y el ascenso de Edward Whymper del Cervino en 1865, durante el cual la mayor parte de los picos alpinos vieron su primeras ascensiones.
Comenzó con anterioridad a la formación del Alpine Club en Londres en 1857. Pero la edad de oro estuvo dominada por los alpinistas británicos acompañados por sus guías franceses y suizos. Figuras destacadas del período fueron Lord Francis Douglas, Florence Crauford Grove, Charles Hudson, E. S. Kennedy, William Mathews, A. W. Moore, Leslie Stephen, Francis Fox Tuckett, John Tyndall, Horace Walker y Edward Whymper. Guías bien conocidos de la época estuvieron Christian Almer, Jakob Anderegg, Melchior Anderegg, J. J. Bennen y Michel Croz.
En los primeros años de la "edad de oro", los logros científicos se vieron mezclados con el deporte. La mayor parte de las veces, los montañeros llevaban una variedad de instrumentos a la montaña con ellos para usarlos en observaciones científicas. El médico John Tyndall era el más destacado de los científicos. Entre los montañeros no científicos, el crítico literario Leslie Stephen fue el más destacado. En los últimos años de la "edad de oro", pasaron a dominar el Club Alpino, con sede en Londres, los deportistas puros no científicos, así como el montañismo alpino en su conjunto.

## Primeras ascensionesen la edad de oro
- Ostspitze, Strahlhorn (1854)
- Monte Rosa, Mont Blanc du Tacul, Weissmies (1855)
- Lagginhorn (1856)
- Dom, Eiger, Nadelhorn, Piz Morteratsch, Wildstrubel (1858)
- Aletschhorn, Bietschhorn, Grand Combin, Grivola, Rimpfischhorn (1859)
- Alphubel, Blüemlisalphorn, Gran Paradiso, Grande Casse (1860)
- Cástor, Liskamm, Monte Viso, Schreckhorn, Weisshorn, Wildspitze (1861)
- Dent Blanche, Gross Fiescherhorn, Monte Disgrazia, Täschhorn (1862)
- Dent d'Hérens, Parrotspitze, Piz Zupò (1863)
- Aiguille d'Argentière, Balmhorn, Barre des Écrins, Marmolada, Mont Dolent, Pólux, Presanella, Zinalrothorn (1864)
- Aiguille Verte, Grand Cornier, Matterhorn, Ober Gabelhorn, Piz Roseg (1865)